# Detroit: Become Human
Detroit: Become Human è un videogioco d'avventura del 2018, sviluppato da Quantic Dream e pubblicato da Sony Interactive Entertainment per PlayStation 4 e Microsoft Windows.
La trama del titolo si concentra sulle vicende di tre diversi androidi e riprende direttamente il contesto narrativo proposto in una demo pubblicata da Quantic Dream il 7 marzo 2012 per mostrare la tecnologia di motion-capture all'epoca utilizzata su PlayStation 3.

## Trama
Detroit (Michigan), anno 2038. Sono passati circa 20 anni da quando la CyberLife, un'azienda tecnologica fondata nel 2018 dall'eccentrico inventore Elijah Kamski, ha lanciato sul mercato gli androidi, delle vere e proprie macchine antropomorfe progettate per ogni tipo di lavoro; tuttavia l'esorbitante numero di androidi ha molto innalzato il tasso di disoccupazione, causando il malcontento della popolazione statunitense.
Gli androidi sono programmati per eseguire gli ordini degli umani e non sono in grado di provare alcuna emozione o stanchezza fisica; da qualche tempo, però, sono sempre più frequenti i casi di alcune macchine, classificate come "devianti", che riescono a manifestare sentimenti umani come paura, rabbia e amore, suscitando preoccupazione all'interno della CyberLife.
Durante la storia, il giocatore segue le vicende di tre diversi androidi: Markus, Connor e Kara.

## Modalità di gioco
Detroit Become Human è un videogioco basato sullo svolgimento di una trama suddivisa in 31 capitoli, in cui l'obiettivo è far arrivare i personaggi fino alla fine della storia.
Il giocatore controlla, uno alla volta, i personaggi principali (Connor, Kara e Markus) muovendoli come in un film interattivo: possono muoversi analizzando l'ambiente circostante e interagendo con esso, i dialoghi con altri personaggi hanno scelte multiple, mentre le scene dinamiche sono scandite dai Quick-Time Event (QTE).
Ogni azione eseguita o non eseguita, ogni QTE riuscito o fallito e ogni scelta di dialogo intrapresa stabiliscono l'allineamento caratteriale dei personaggi principali, il loro rapporto con quelli che li circondano e, soprattutto, hanno un grande peso sullo svolgimento della trama, andando a modificare gli eventi nel corso del gioco. Molto spesso le conseguenze di una scelta fatta possono manifestarsi anche svariati capitoli dopo.
Ogni capitolo dispone di un diagramma di flusso (alcuni anche più di uno) che mostra il percorso d'azione intrapreso. Questo può essere modificato rigiocando il capitolo (da capo o partendo da determinati check-point) così da poter operare scelte diverse che cambieranno lo svolgersi degli eventi da quel punto in poi.

## Personaggi

### Markus
Markus è un androide di modello RK200, un avanzatissimo prototipo di assistente familiare  donato dal fondatore della CyberLife, Elijah Kamski al vecchio ed eccentrico pittore neorealista Carl Manfred.

### Connor
Connor è un prototipo di androide di modello RK800, il più avanzato che sia stato mai creato. Inizialmente si trova in dotazione al dipartimento di polizia di Detroit e il suo compito è quello di indagare e dare la caccia ai "devianti".

### Kara

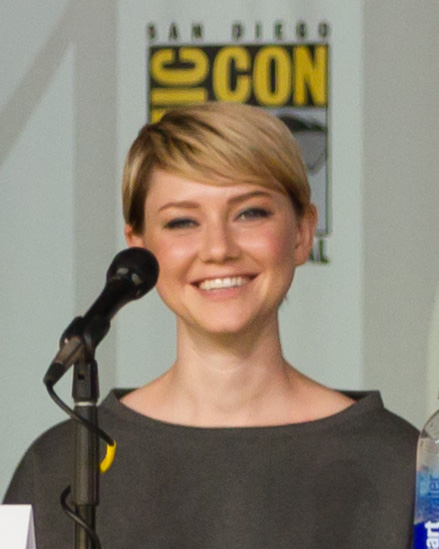
Valorie Curry (Kara)

Kara è un androide di modello AX400, uno dei più standard ed economici tra quelli in commercio. Inizialmente si trova al servizio di Todd Williams, un tassista che ha perso il lavoro in seguito all'avanzata degli androidi, e di sua figlia Alice.

### Doppiaggio
Di seguito sono riportati i doppiatori che hanno prestato la voce ai principali personaggi del videogioco:
| Personaggio                 | Doppiatore originale | Doppiatore italiano                     |
| --------------------------- | -------------------- | --------------------------------------- |
| Connor                      | Bryan Dechart        | Alessandro Capra                        |
| Markus                      | Jesse Williams       | Andrea Oldani                           |
| Kara                        | Valorie Curry        | Emanuela Damasio                        |
| Alice                       | Audrey Boustani      | Elsa Turco                              |
| Hank Anderson               | Clancy Brown         | Marco Balzarotti                        |
| Carl Manfed                 | Lance Henriksen      | Mario Scarabelli                        |
| Leo Manfred                 | Paul Spera           | Gianandrea Muià                         |
| Gavin Reed                  | Neil Newbon          | Edoardo Lomazzi                         |
| Agente Chris Miller         | Edwin Gaffney        | Mattia Bressan                          |
| Jeffrey Fowler              | Barry Johnson        | Giorgio Bonino                          |
| Ben Collins                 | Joe Sheridan         | Cesare Rasini                           |
| North                       | Minka Kelly          | Katia Sorrentino                        |
| Josh                        | Parker Sawyers       | Federico Viola                          |
| Simon                       | Ben Lambert          | Ruggero Andreozzi                       |
| Lucy                        | Yvonne Vandera       | Beatrice Caggiula                       |
| Amanda                      | Simbi Khali          | Adele Pellegatta                        |
| Elijah Kamski               | Neil Newbon          | Gianluca Iacono                         |
| Chloe                       | Gabrielle Hersh      | Jenny De Cesarei Jolanda Granato (menù) |
| Todd Williams               | Dominic Gould        | Luca Sandri                             |
| Luther                      | Evan Parke           | Francesco Rizzi                         |
| Zlatko                      | Saul Jephcott        | Luigi Rosa                              |
| Ralph                       | Mattew Vladimery     | Alessandro Germano                      |
| Rose Chapman                | Dana Gourrier        | Lorella De Luca                         |
| Adam Chapman                |                      | Stefano Pozzi                           |
| Daniel                      | Ben Lambert          | Luca Appetiti                           |
| Rupert                      | Richard Southgate    | Massimiliano Lotti                      |
| Jerry                       | Kristopher Bosh      | Luca Graziani                           |
| Androide di Carlos          | Cornelius Smith Jr   | Paolo De Santis                         |
| Richard Perkins             | David Couburn        | Luca Ghignone                           |
| Capitano Allen              | David Clark          | Matteo De Mojana                        |
| Michael Webb                | Akil Wingate         | Alessandro Rigotti                      |
| Joss Douglas                | ?                    | Maurizio Di Girolamo                    |
| Michael Brinkley            | Leslie Clack         | Silvio Pandolfi                         |
| Rosanna Cartland            | Lexie Kendrick       | Emanuela Pacotto                        |
| Presidente Christina Warren | Christina Batman     | Anna Lana                               |

## Sviluppo
In un'intervista rilasciata il 26 settembre 2013 il fondatore di Quantic Dream, David Cage, dichiarò che il suo studio era in fase di pre-produzione su un titolo esclusivo per PlayStation 4, che a suo parere avrebbe ricalcato quanto fatto in passato da Heavy Rain (2010) e Beyond: Due anime (2013).
Il 27 ottobre 2015, durante la conferenza di Sony alla Paris Games Week, è stato annunciato per la prima volta Detroit: Become Human. Basato su una demo rilasciata nel 2012, il titolo non era originariamente in programma, ma Cage si era mostrato incuriosito da ciò che avrebbe potuto diventare una semplice dimostrazione tecnica; gli sviluppatori si sono poi recati a Detroit per familiarizzare con la città e poter trasportare l'ambientazione nel videogioco nel migliore dei modi.

## Accoglienza
| Testata                         | Giudizio |
| ------------------------------- | -------- |
| Metacritic (media al 24-5-2018) | 78/100   |
| Destructoid                     | 7/10     |
| EGM                             | 8,5/10   |
| Everyeye.it                     | 8,7/10   |
| Game Informer                   | 8/10     |
| Game Revolution                 | [ 15 ]   |
| GameSpot                        | 7/10     |
| GamesRadar+                     | [ 17 ]   |
| IGN                             | 8/10     |
| Multiplayer.it                  | 8,0/10   |
| The Games Machine               | 8,9/10   |

### Valutazioni
Su Metacritic il gioco ha un punteggio totale di 8.7 su 10 basato su oltre 7600 recensioni degli utenti e di 78 su 100 basato su oltre 110 recensioni di critici.
La rivista italiana The Games Machine ha assegnato alla trilogia un voto "più che buono" (8,9/10), lodando la trama con tematiche interessanti, l'ottima gestione dei bivi narrativi ed il comparto tecnico di alto livello, seppur notando qualche sequenza non pienamente convincente e che il sistema di checkpoint sarebbe stato migliorabile:
La testata giornalistica online italiana Multiplayer.it ha lodato soprattutto la ricchezza di bivi e alternative in grado di stimolare la rigiocabilità in ogni scena, così come il rendering dei visi e e le espressioni facciali dei personaggi, notando tuttavia con disappunto come il gameplay sia quasi completamente relegato ai quick time event e che più generale la storia, l'atmosfera e le tematiche siano già state affrontate molte volte nei racconti di fantascienza:

### Riconoscimenti
- Detroit: Become Human è stato nominato tra i migliori videogiochi annunciati all'E3 2016 nella categoria Best Original Game,[21] ma è arrivato secondo alle spalle di Horizon Zero Dawn (2017).[22] All'E3 2017 ha vinto il premio di miglior videogioco annunciato secondo il sito web GameSpot.[23]
- Alla 23ª edizione del Cartoons on the Bay, nell'aprile 2019, il gioco è stato premiato col Pulcinella Award nella categoria Interactive Media[24]